# Irène Mélikoff
 (avril 2022).
Si vous disposez d'ouvrages ou d'articles de référence ou si vous connaissez des sites web de qualité traitant du thème abordé ici, merci de compléter l'article en donnant les références utiles à sa vérifiabilité et en les liant à la section « Notes et références ».
Irène Mélikoff, née le 8 décembre 1917 à Pétrograd et morte le 8 janvier 2009 à Strasbourg, est une orientaliste spécialiste mondialement reconnue de l’islam hétérodoxe turc.
Professeur à l’université Marc Bloch de Strasbourg, elle y dirigea le département d’études turques de 1968 à 1989.

## Biographie
Irène Mélikoff elle est la fille de Jean Mélikoff homme d'affaires fortuné originaire de Bakou et d’Eugénie Mokchanoff. Fuyant la vague révolutionnaire qui sévit alors en Russie, la famille quitte le pays et après un court séjour en Finlande s'installe à Paris.
À 14 ans, Irène découvre Hafiz, les œuvres de Saadi et les quatrains d'Omar Khayyam.
À la fin des années 30, Irène Mélikoff entame des études de turc et de persan à l’École Nationale des Langues Orientales. Jean Deny, Adnan Adıvar et Henri Massé seront ses professeurs. En 1940 elle interrompt ses études en raison de la Seconde Guerre Mondiale et elle se marie avec Faruk Sayar.
Après sept ans de séjour en Turquie, elle retourne à Paris où elle poursuivra ses études, prépare un diplôme de persan, une licence de lettres et un doctorat de lettres qu'elle soutient en 1957, à l'âge de 40 ans, à la Sorbonne.
Dès 1951, encouragée par Paul Lemerle et Claude Cahen elle s'engage en parallèle dans une carrière de chercheur au CNRS. Son livre "Le destan d'Umur Pacha" qui raconte les conquêtes d'un émir turc d'Asie Mineure occidentale au XIVe siècle est publié en 1954. En octobre 1963, elle accède au grade de maître de recherche au CNRS.
Après être nommé en 1968, Irène Mélikoff maître de conférences à l'Université Marc Bloch de Strasbourg, puis l'année suivante professeur titulaire, elle fait du Département d'études turques un des lieux les plus prestigieux de la turcologie française. Dans le même temps et secondée par Hossein Beikbaghban, professeur de persan, elle assure durant  plusieurs années la direction du Département d'études persanes contribuant ainsi au renouveau de cette spécialité au sein de l'université.
Elle fonde en 1969 de la revue internationale d'études turques "Turcica.
Ses recherches vont notamment permettre de mieux faire connaître la communauté Alévi, grâce aux informations recueillies durant de nombreuses années, tant sur leurs croyances et leur religion que sur leur littérature populaire, auprès des familles de cette confession.
Elle est promue en 1983 au rang d'officier dans l'ordre des Palmes académiques.
En 1986, Irène Mélikoff prend sa retraite, continue d'écrire articles et livres, et poursuit ses travaux scientifiques. Elle était membre d'honneur de la Türk Tarihi Kurumu (Fondation d'histoire turque).

## Publications

### Ouvrages
- Sur les traces du soufisme turc : recherches sur l'Islam populaire en Anatolie, Istanbul, Éd. Isis, 1992, 183 p. (ISBN 9-754-28047-9)
- Hadji Bektach, un mythe et ses avatars. Genèse et évolution du soufisme populaire en Turquie, Leiden, Brill, 1998, XXVI, 317 (ISBN 9-004-10954-4)
- Au banquet des quarante. Exploration au cœur du Bektachisme-Alévisme, Istanbul, Éd. Isis, 2001, 158 p. (ISBN 9-754-28184-X)
- De l'épopée au mythe. Itinéraire turcologique, Piscataway, NJ, Gorgias Press, 2011, 265 p. (ISBN 1-463-23337-X)

### En turc
- (tr) Seyyid Ahmed Hüsameddin Eserleri Ve Naksibe [« Sayyid Ahmed Husameddin et les racines de l'école Naksibendi »], Demos Yayinlar, 2008, 95 p. (ISBN 978-9-944-38706-4)
- (tr) Uyur İdik Uyardılar
- (tr) Kırkların Ceminde
- (tr) Seyyid Ahmed Hüsameddin Eserleri Ve Nakşibe

## Filmographie
- Itinéraire d'une orientaliste : Irène Melikoff, un film de Belkis Sonia Philonenko et Reha Yünlüel[5]